# Harestads distrikt
Harestads distrikt är ett distrikt i Kungälvs kommun och Västra Götalands län. 
Distriktet ligger vid kusten, sydväst om Kungälv. 

## Tidigare administrativ tillhörighet
Distriktet inrättades 2016 och utgörs av socknen Harestad i Kungälvs kommun.
Området motsvarar den omfattning Harestads församling hade vid årsskiftet 1999/2000.